# Tally Hall
Tally Hall— американський рок-гурт, сформований в Анн-Арборі, Мічиган, у грудні 2002 року. Учасники гурту спочатку описували свій музичний стиль як «вонкі-рок», але пізніше стали називати його «фаблу», намагаючись не допустити, щоб їхню музику приписували до якогось конкретного жанру після того, як люди почали намагатися визначити характеристики «вонкі-року».
Tally Hall складається з п'яти учасників, і кожен з них відрізняється за кольором їхніх краваток: гітарист Роб Кантор (жовтий), гітарист Джо Гоулі (червоний), барабанщик Росс Федерман (сірий), клавішник Ендрю Горовіц (зелений) і басист Зубін Седжі (синій). Партнер по гастролях Кейсі Шіа, продюсер Бора Караджа та ведучий Tree Town Sound Меттью Альтруда також мають свої кольори краваток (чорний, помаранчевий та рожевий відповідно).
Під лейблом звукозапису Atlantic Records, Tally Hall знову підписали контракт з інді-лейблом Quack! Media, які раніше вже допомагали фінансувати та розповсюджувати їхній дебютний студійний альбом Marvin's Marvelous Mechanical Museum 24 жовтня 2005 року. Вони випустили свій другий альбом, Good & Evil, 24 червня 2011 року.
Деякі учасники Tally Hall (Кантор, Гоулі та Седжі) також написали музику для «Happy Monster Band», дитячого телесеріалу, який транслювався на каналі Playhouse Disney у 2007—2008 роках.

## Історія

### Ранні роки таMarvin's Marvelous Mechanical Museum
Ендрю, народившись у Воррені, штат Нью-Джерсі, почав писати пісні, коли йому було вісім років. Він навчався в Мічиганському університеті, де він і познайомився з Робом Кантором, який навчався в середній школі разом із Зубіном Седжі, і приєднався до групи виробництва фільмів Джо Гоулі, AnonyMous. Перший барабанщик Tally Hall, Стів Ґаллагер, покинув гурт у травні 2004 року. Невдовзі його місце зайняв Росс Федерман, якого Джо знав ще зі старшої школи.

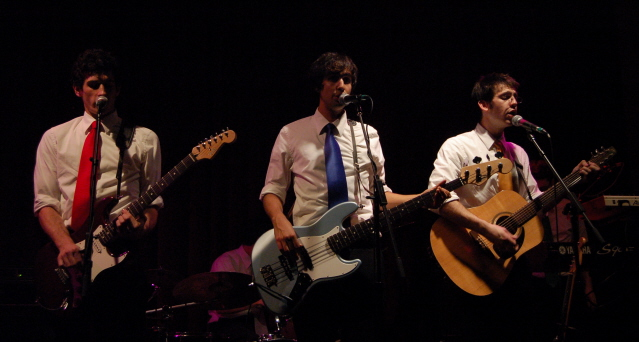
Виступ Tally Hall у Філадельфії в жовтні 2006 року

24 жовтня 2005 року гурт випустив їхній дебютний студійний альбом, Marvin's Marvelous Mechanical Museum, у якому взяв участь скрипаль Джеремі Кіттель. Вони перевидали альбом 12 вересня 2006 року, під локальним лейблом Quack! Media. Гурт вирішив привернути увагу національних ЗМІ, виконавши свою пісню «Good day» на The Late Late Show with Craig Ferguson 2 серпня 2006 року, а також з'явившись на MTV «You Hear It First» у вересні того ж року. Tally hall також виступили на South by Southwest Musical Festival у 2007 році. Гурт підписав контракт з лейблом Atlantic Records у березні 2007 року та перезаписавши їхній перший альбом, випустили його 1 квітня 2008 року. У серпні 2008-го, Tally Hall виступили на Lollapalooza. 26 серпня 2008 року гурт було запрошено на The Late Late Show with Craig Ferguson, з метою просування Tally Hall's Internet Show.
Після завершення роботи над Marvin's Marvelous Mechanical Museum, гурт працював на кількома проєктами, зокрема над кавером на пісню «Smile Like You Mean It» від гурту The Killers для шостого саундтреку телесеріалу "Чужа сім'я ": Music from the OC: Mix 6.

### Тури таGood & Evil
9 вересня 2009 року Tally Hall випустили пісню «Light & Night» за участю Неллі МакКей для безкоштовного завантаження при покупці «The Magician's Elephant» Кейт ДіКамілло у Walmart.
У березні 2010 року, під час їхнього туру з Jukebox the Ghost та Skybox, Джо Гоулі відмовився від участі в турі, і невдовзі був замінений Кейсі Шіа. Він носив чорну краватку та виступав замість Гоулі і на решті концертів того року. 25 березня 2011 року гурт оголосив що всі шість учасників гурту все ще разом.
Другий альбом Tally Hall, Good & Evil, вийшов у 2011 році під їхнім оигінальним лейблом, Quack! Media. Заради просування альбому гурт влаштував конкурс, де переможець отримував пісню, написану про нього. Переможцем став старшокласник Натан Наймарк, однойменна пісня про якого була випущена невдовзі після цього. Десь у той же час гурт випустив кавер на пісню від Flo Rida, «Club Can't Handle Me» з Кейсі Шіа. Після випуску «Good & Evil» та закінчення його туру, Tally Hall припинили активну діяльність, і всі учасники гурту стали працювати самостійно, хоча і в певних проєктах деякі учасники знову брали участь разом.

### Сольні роботи післяGood & Evil
Ендрю Горовіц, під псевдонімом «Edu» випустив сольний альбом «Sketches» у 2012 році. Альбом був пізніше перевиданий як «Sketches 3d». Також, у 2018 році, Горовіц випустив «Etudes», студійний альбом фортепіанних композицій, написаних у 2003 році. Через рік, у квітні 2019 року було випущено продовження до нього під назвою «Etudes II».Альбом містить композиції які були написані у 2005 році, коли Горовіц навчався в Мічиганському університеті. У травні 2020 році він розпочав щотижневі серії прямих трансляцій в Instagram під назвою «Keep Up The Good Work», гостями яких також були Федерман і Седжі.
Росс Федерман інколи з'являвся як ді-джей, перкусіоніст та продюсер під псевдонімом «Mr. F», хоча здебільшого він був зосередженим на навчанні. У 2013 він закінчив Мічиганський університет зі ступенем бакалавра наук у галузі клітинної та молекулярної біології. Та згодом, у травні 2019 році, він отримав ступінь доктора філософії в імунології в Єльському університеті.
У 2012 році Джо Гоулі випустив сингл «Variations on a Cloud» під ім'ям ミラクルミュージカル (Miracle Musical), пізніше випустивши альбом «Hawaii: Part II» 12 грудня. Деякі учасники Tally Hall, такі як Караджа, Седжі, Кантор та Федерман, також працювали над альбомом. У 2014 році під тим самим ім'ям було випущено альбом із демо та семплами під назвою «Hawaii: Part II: Part ii» та кавер на «Candle on the Water».У 2015 році було випущено альбом з шістьма 8-бітними версіями пісень під назвою «Hawaii Partii» .
У середині 2016 року Гоулі анонсував комедійний хіп-хоп альбом «Joe Hawley Joe Hawley», який був випущений у жовтні того ж року під його іменем на Bandcamp. Пізніше альбом було видалено через семпли, які були захищені авторським правом. Щоб уникнути авторських прав, Джо Гоулі випустив «γɘlwɒH ɘoႱ γɘlwɒH ɘoႱ», перекинуту версію альбому, на Bandcamp і Spotify 16 квітня 2019 року. 11 листопада 2020 року, в Apple Music і Spotify було завантажено скорочену версію оригінального альбому, видаливши 13-й і останній трек (кавер на пісню «White Rabbit» рок-гурту Jefferson Airplane). Останнє сталося через проблеми з авторським правом, які він не зміг вирішити.
Зубін Седжі, окрім появи у Hawaii: Part II, зосередився більше на особистому житті. У 2012 році він закінчив Мічиганський університет зі ступенем бакалавра з відзнакою з нейронауки, та пізніше отримав ступінь доктора остеопатичної медицини в Каліфорнійському університеті Туро в 2016 році. Зараз він працює сімейним лікарем у Kaiser Permanente в окрузі Оріндж,Каліфорнія. Седжі одружений і має двух дітей.
Роб Кантор випустив свій сольний альбом «Not a Trampoline» 14 квітня 2014 року. І також він створив декілька відео на YouTube, які стали вірусними. Такими відео є «Shia LaBeouf», «Christian Bale Is At Your Party» та «29 Celebrity Impressions, 1 Original Song». В останні роки Кантор написав та продюсував пісні для кількох шоу на Disney Junior.
У 2015 році Tally Hall випустили демо альбом, «Admittedly Incomplete Demos», на Bandcamр, посилаючись на їхню попередню збірку, «Complete Demos». Він включав невидані пісні, демо, живі виступи та студійні кавери на «The Minstrel Boy» і «Just A Friend». Останній кавер був перевиданий у серпні 2019 року як сингл та включений як бонусний трек до перевидання альбому «Marvin's Marvelous Mechanical Museum» 2021 року. У квітні 2022 року було додано два нових демо: «Welcome to Tally Hall (Reprise) (Demo)» та «Hymn For a Scarecrow (Demo)».
У 2021 році, Needlejuice Records перевидали «Marvin's Marvelous Mechanical Museum» на вінілі, компакт-дисках та касетах, випустивши міні-диск у червні. 26 серпня 2022 році, було опрелюднино передзамовлення на перевидання «Good & Evil» разом із 7-дюймовим вінілом «Turn the Lights Off» із вищезгаданим треком на першій стороні, та з «Light & Night» на другій стороні.
У грудні 2023 року Ендрю Горовіц разом з Борою Караджою на гітарі відкрили виступ Jukebox the Ghost, а також у квітні 2024 року, цього разу з Россом Федерманом на барабанах. 29 квітня 2024 року було оголошено, що Ендрю Горовіц виступить на Sonic Lunch.

## Відео
Коли гурт був сформований, Джл Гоулі працював з комедійним скетч-гуртом AnonyMous. Гурт зняв декілька фільмів гумористичних скетчів та музичних кліпів, останні з яких містять пісні від Tally Hall, такі як «Banana Man».

### Tally Hall's Internet Showта музичні кліпи
15 вересня 2008 року було представлено серія вар'єте з десяти епізодів, «Tally Hall's Internet Show» (T.H.I.S.). Серії тривали по 8-11 хвилин і були розміщені на їхньому веб-сайті. Контент переважно складався з комедійних скетчів та музичних кліпів. Для шоу було створено кліпи на такі пісні: «Good Day», «Dream», «Welcome to Tally Hall», «Two Wuv», «The Whole World and You», «Greener», «Ruler of Everything», та «Hidden in the Sand». Кліпи на «Taken for a Ride» і «Turn the Lights Off» були випущені поза шоу. Також був запланований музичний кліп на «&», але він так ніколи і не був зроблений.

#### Список епізодів
1. Good Day(15 вересня 2008) — 9:24
2. Death Request (29.вересня 2008) — 11:36
3. Taken for a Ride (13 жовтня 2008) — 9:17
4. Welcome to Tally Hall (27 жовтня 2008) — 11:37
5. Who Cares (10 листопада 2008) — 9:25
6. Two Wuv (24 листопада 2008) — 10:32
7. Fifteen Seconds of Bora (8 грудня 2008) — 9:08
8. The Whole World and You (22 грудня 2008) — 11:06
9. Potato Vs. Spoon (05 січня 2009) — 8:30
10. Good Night (19 січня 2009) — 10:52

#### Пляшкові епізоди
1. South by Southwest 2007 (23 грудня 2013) — 12:06

## Учасники гурту

### Нинішні учасники
- Роб Кантор — гітара, вокал, перкусія, укулеле (2002–дотепер)
- Джо Гоулі — гітара, вокал, перкусія, укулеле (2002–дотепер)
- Зубін Седжі — бас, вокал (2002–дотепер)
- Ендрю Горовіц — клавішні, перкусія, вокал (2002–дотепер)
- Росс Федерман — барабани, перкусія, іноді вокал (2004–дотепер)

### Колишні учасники
- Стів Ґаллагер — барабани, перкусія (2002-2004)

### Додаткові учасники на турах
- Кейсі Шіа — гітара, вокал, перкусія (заміна Джо на турі у 2010)
- Бора Караджа — продюсер, бек-вокал (2005–дотепер)
  - Клавішні, перкусія, акустична гітара, акордеон, свист, бек-вокал, диктор (на Good & Evil Tour, улітку 2011 року)

## Дискографія
Дискографія Tally Hall складається з двух студійних альбомів, двох збірок, п'яти мініальбомів та шости синглів.
Студійні альбоми
- «Marvin's Marvelous Mechanical Museum» (2005)
- «Good & Evil» (2011)

Збірки
- «Complete Demos» (2004)

- «Admittedly Incomplete Demos» (2015)

Мініальбоми
- «Party Boobytrap E.P.» (2003)
- «Welcome to Tally Hall E.P.» (2004)
- «The Pingry E.P.» (2005)
- «Residency Tour E.P.» (2006)
- «Just A Friend E.P.» (2021)

Сингли
- «Banana Man» (2003)
- «Good Day» (2008)
- «You & Me» (2011)
- «Club Can't Handle Me» (2011)
- «Just A Friend» (2019)
- «Turn the Lights Off» (2022)